# Cytheretta teshekpukensis
Cytheretta teshekpukensis är en kräftdjursart som beskrevs av Joseph Swain 1963. Cytheretta teshekpukensis ingår i släktet Cytheretta och familjen Cytherettidae. Inga underarter finns listade i Catalogue of Life.